# Jean-Pierre Melville
Jean Pierre Grumbach, conocido como Jean-Pierre Melville (París; 20 de octubre de 1917-ibidem; 2 de agosto de 1973) fue un director de cine francés, precursor de la nouvelle vague y considerado un exponente clarísimo del cine polar (cine negro) francés. Sus películas, sobre todo las de la década de los sesenta, acusan una exaltación total de la amistad entre hombres; muchas de estas películas están basadas en historias de gánsteres y de personajes que han vivido la Segunda Guerra Mundial, durante la Francia ocupada por el ejército nazi, ya que él mismo fue protagonista activo de la contienda.

## Biografía

### Infancia
Jean-Pierre Melville nació en una familia alsaciana de origen judío. Cuando tenía cinco años le regalaron por Navidades un proyector Pathé-Baby y, al año siguiente, una cámara tomavistas de 9,5 mm, con la que grababa a su familia. Melville se apasionó por el cine al ver películas estadounidenses. No sería hasta el final de la Segunda Guerra Mundial cuando decidió dedicarse seriamente a él, con carácter profesional. La ocupación alemana de Francia durante guerra fue uno de los hechos que más le influyó a la hora de hacer cine. Durante este conflicto apoyó a la Resistencia, hecho que le inspiraría en varias de sus películas. Se unió a la Francia Libre en Londres, en 1942, y ya por entonces tomó el seudónimo de «Melville», tal vez en homenaje a su escritor favorito estadounidense, Herman Melville, autor de Moby Dick.

### Comienzos
Por motivos políticos se le cerraron las puertas del sindicato de técnicos cinematográficos, de modo que Melville decidió crear su propia productora, lo que le permitió mayor libertad de movimientos, cinematográficamente hablando. Así, decidió adaptar Le silence de la mer (1947), obra literaria de Vercors, en la que actuó como productor, guionista, director y montador, como si se tratase de un film amateur. Por eso, los jóvenes críticos de Cahiers du Cinéma consideraron a Jean-Pierre Melville como un autor completo. A continuación realizó más producciones, como Los niños terribles (Les enfants terribles, 1949), que es una pequeña crónica familiar. Tras unos comienzos difíciles, su valor comenzó a ser reconocido por una legión de seguidores, lo que lo llevó a realizar una serie de películas, de las cuales la más notoria es Dos hombres de Manhattan (Deux hommes dans Manhattan, 1958).
En 1955 creó sus propios estudios, los estudios Jenner, en un almacén de la calle Jenner (del distrito XIII) de París. Vivió encima de los estudios entre 1953 y 1967. El 29 de junio de 1967, un incendio los destruyó mientras rodaba Le Samouraï.

### Madurez fílmica
Hasta 1961, año en que rodó Léon Morin, prêtre, Melville definiría su cine como «la búsqueda de un lenguaje».
Desde entonces empezó a rodearse de actores más conocidos, algunos de ellos auténticas estrellas del cine francés. Sus principales actores fetiche, a partir de esta nueva etapa, fueron Jean Paul Belmondo, Lino Ventura y Alain Delon, este último con el que Melville mantuvo una amistad más estrecha. Otras figuras de las que se rodeó fueron Simone Signoret, Michel Piccoli, Stefania Sandrelli, François Périer, Yves Montand y Gian Maria Volonté.
En esta época realizó sus películas más reconocidas: El confidente (Le doulos, 1962), Hasta el último aliento (Le deuxième souffle, 1965), El silencio de un hombre (Le samouraï, 1967), El ejército de las sombras (L’armeé des ombres, 1969) y Círculo rojo (Le cercle rouge, 1970).

### Literatura y humanidad
Jean-Pierre Melville concibió gran parte de sus películas a partir de obras literarias, que supo transformar para darles una entidad individualizada. Su cine es una obra de hombres que dudan, sueñan, actúan y conviven cada día con sus miedos y esperanzas. No contemplamos la insólita grandiosidad épica que tantos asocian con la palabra celuloide. Su épica es la de una cotidianidad concreta que, enmascarada por las vestimentas, es la de todos nosotros.
Melville siempre ha sido considerado el director más estadounidense de los franceses, el más francés de los estadounidenses... Se le tachó de estadounidense por la realización de películas como Deux hommes dans Manhattan (1958), Le Doulos (1962) o Le deuxieme souffle (1966), películas que versaban sobre robos, crímenes y gánsteres, típicas del cine estadounidense de los años treinta, que tanto influyó en el director galo. Un claro ejemplo de este acontecimiento se da en su película más conocida, El silencio de un hombre (Le samourai, 1967), en la que el protagonista (Alain Delon) interpreta a un asesino de nombre Jeff Costello, un nombre impensable para el escenario parisino donde sucede el filme. Otros lo tachaban de «francofrançais», más francés que los franceses, por obras citadas como Les enfants terribles (1950), Leon Morin Prêtre (1961) o L’armée des ombres (1969). La primera es una adaptación de una obra de Jean Cocteau y las dos últimas tratan sobre la resistencia durante la ocupación alemana entre 1940 y 1944. La conclusión es, como muy bien argumentó el mismo Melville, que su cine no podía integrarse dentro del tan cacareado cine nacional. Sus temáticas eran las del hombre para el hombre y tenían, y tienen, una vigencia universal.

## Legado
La exaltación de los críticos de la revista Cahiers du Cinéma, del cine de autor, les lleva a descubrir y lanzar a Melville como patrón de ejemplo y guía de lo que debe ser el «nuevo cine francés». La admiración de sus compañeros de profesión les llevó a darle papeles dentro de sus obras, es el caso de Jean-Luc Godard, en À bout de souffle, y Claude Chabrol, en Landrú. Siempre ha quedado clara su influencia en directores posteriores como John Woo, Ringo Lam y Quentin Tarantino.
Pese a todo, es el gran olvidado de la historia del cine y del cine francés en particular, de una manera más o menos injusta, que siempre está presente en los cinéfilos mediante ciclos e incluso ediciones impresas en revistas o libros, a pesar de que nunca se le haya considerado de una forma total y plena.[cita requerida]

## Filmografía fundamental
- 1972 : Crónica negra (Un flic)
- 1970 : Círculo rojo (Le cercle rouge)
- 1969 : El ejército de las sombras (L’armée des ombres)
- 1967 : El silencio de un hombre (Le samouraï)
- 1966 : Hasta el último aliento (Le deuxième souffle)
- 1963 : El guardaespaldas (L’aîné des Ferchaux)
- 1962 : El confidente (Le doulos)
- 1961 : Léon Morin, prêtre
- 1959 : Dos hombres de Manhattan (Deux hommes dans Manhattan)
- 1955 : Bob, el jugador (Bob, le flambeur)
- 1953 : Quand tu liras cette lettre
- 1950 : Los niños terribles (Les enfants terribles)
- 1949 : El silencio del mar (Le silence de la mer)
- 1945 : Vingt-quatre heures de la vie d'un clown

## Premios y distinciones
Festival Internacional de Cine de Venecia
| Año  | Categoría                      | Película              | Resultado |
| ---- | ------------------------------ | --------------------- | --------- |
| 1961 | Premio de la ciudad de Venecia | Léon Morin, sacerdote | Ganador   |

Premios del Círculo de Críticos de Cine de Nueva York
| Año  | Categoría                           | Película                   | Resultado |
| ---- | ----------------------------------- | -------------------------- | --------- |
| 2006 | Mejor película en lengua extranjera | El ejercito de las sombras | Ganador   |